# Африканова, Марина Ивановна
Марина Ивановна Африканова (30 апреля 1934 — 20 июня 2021) — советская и российская планеристка, лётчица-испытатель, мастер спорта СССР международного класса, обладательница мирового рекорда дальности планёрного полёта с посадкой в заданной точке (1964), пятикратная абсолютная чемпионка СССР по планёрному спорту.

## Биография

### Лётная карьера
Марина начала летать в 1954 году (в возрасте 20 лет).
Была 5-кратной абсолютной чемпионкой СССР по планёрному спорту (по отдельным видам программ всесоюзных соревнований также более 10 раз становилась чемпионом СССР). Мастер спорта международного класса, обладательница мирового рекорда дальности планёрного полёта на Бланике с посадкой в заданной точке на дистанцию 609 км (1964).
В 1969 году Марина Африканова была удостоена награды Международной авиационной федерация (ФАИ) — диплома Поля Тиссандье за большой вклад в развитие частной и спортивной авиации в мире.
В качестве лётчика-испытателя провела ряд лётных исследований на Научно-исследовательской планёрной базе ЦАГИ на планёрах Бланик и Янтарь.
В 1984 году была списана с лётной работы в связи с серьёзным заболеванием. До последнего момента вела активный образ жизни. Ходила на лыжах, играла в волейбол.

### Работа в авиационной промышленности
Занятия планёрным спортом Африканова совмещала с научной и лётной работой в авиационной промышленности СССР. Она работала во втором отделении Лётно-исследовательского института в лаборатории аэрофизических исследований.
В период 1963—1976 годов она участвовала в проведении лётных исследований эффективности искусственной ламинаризации для улучшения аэродинамических характеристик самолётов совместно с другими учёными (И. С. Кабуров, В. М. Турищев, А. С. Малютин, М. У. Таболов, В. И. Корягин) и лётчиками-испытателями (О. В. Гудков, В. А. Жильцов, Ю. А. Шевяков, Э. П. Княгиничев, П. Г. Левушкин, В. Н. Васильев). Эти работы по ламинаризации пограничного слоя при сверхзвуковых скоростях полёта самолёта выполнялись на летающих лабораториях Су-7Б (1965—1973), Як-28П (1971—1973), Ту-128 (1973—1974). Изучались щелевой и перфорационный отсос пограничного слоя воздуха на моделях прямого и стреловидного крыльев, модели фюзеляжа, натурной модели носовой части фюзеляжа и моделях носовой части крыла. Было показано, что при оптимальном расходе отсасываемого из турбулентной зоны воздуха можно снизить профильное сопротивление на 50…65 %.
В период 1981—1983 годов А. Н. Замятиным и М. И. Африкановой был проведён натурный лётный эксперимент по исследованию физической структуры спутного следа самолёта с измерениями параметров потока воздуха непосредственно в вихревых жгутах. В качестве самолёта — генератора вихрей использовался Ту-124, который должен был пролетать так, чтобы создаваемые им вихри попадали непосредственно в рабочую зону созданного измерительного комплекса, который представлял собой многоточечную термоанемометрическую систему для измерения кинематических характеристик следа, выполнения дымовой визуализации вихрей и их стереофотограмметрической съёмки. В результате было изучено влияние на развитие спутного следа скорости и высоты полёта самолёта, отклонения механизации крыла, а также впервые обнаружен ряд особенностей течения воздуха в сложной вихревой структуре спутного следа. Это позволило впоследствии разработать ряд новых требований к условиям взлёта и посадки самолётов, в том числе — на авианесущих кораблях.
При создании в ЦАГИ Научно-исследовательской планёрной базы на основе бывшей Высшей планёрной школы в районе Коктебеля инициатор этого научного направления А. П. Красильщиков в 1977 году пригласил Африканову на лётно-испытательную работу на этой базе. Она получила свидетельство лётчика-испытателя и провела впоследствии ряд лётных исследований на планёрах Бланик и Янтарь.

### Смерть
Марина Ивановна Африканова жила с мужем в городе Жуковском. Она трагически погибла 20 июня 2021 года, прощание состоялось 22 июня в крематории Хованского кладбища, прах захоронен в колумбарии на Быковском мемориальном кладбище.

### Семья
Муж — Евгений Африканов (1931—2021), учёный в области создания и испытаний авиационных средств аварийного покидания воздушных судов и спасения лётчиков, лауреат Государственной премии РФ (2001), планерист, мастер спорта СССР, чемпион СССР по планёрному спорту (1953).

## Награды и звания
- Мастер спорта СССР международного класса[3]
- Обладательница мирового рекорда в планирующем полёте на дальность с посадкой в заданной точке (1964)[13]
- Пятикратная абсолютная чемпионка СССР по планёрному спорту[3]
- Диплом Поля Тиссандье (1969)[6][3]